# The Lego Group
LEGO Group  é uma empresa familiar dinamarquesa com sede em Billund, na Dinamarca. É mais conhecido pela fabricação de brinquedos da marca Lego, que consistem principalmente em blocos de montar de plástico interligados.

## Os parques temáticos

### Legoland (Billund, Dinamarca)
O primeiro parque temático LEGO foi construído em 1968, na mesma Billund que viu o produto nascer. Para a confecção da cidade do LEGO foram utilizados mais de 55 milhões de peças, que formam diferentes tipos de estruturas, figuras e esculturas. Mais de 31 milhões de visitantes de todo o mundo já visitaram este parque desde a sua inauguração.

### Legoland Windsor (Grã-Bretanha)

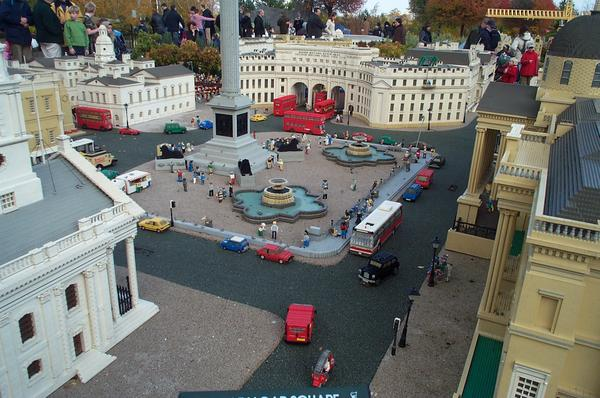
Detalhe do modelo LEGO da Trafalgar Square em Londres, em exibição na Legoland Windsor (2003)

O segundo parque temático foi inaugurado em 29 de Março de 1996 na cidade de Windsor, ao norte de Londres, vizinho ao famoso Castelo de Windsor e a Eton College. Das estações ferroviárias de Windsor & Eton Central ou de Windsor & Eton Riverside, um serviço especial de ônibus conduz os visitantes até ao parque, que desde a sua inauguração já recebeu mais de dois milhões de visitantes. Entre as atrações destacam-se a montanha-russa, o carrossel, viagens em 3-D e espetáculos de luzes laser ao ar livre, ao anoitecer. Com as peças foram recriadas atrações nacionais famosas como a torre do Big Ben e a roda-gigante London Eye, símbolos londrinos, a Torre Eiffel, parisiense, a Torre de Pisa, italiana, os moinhos, holandeses e a Estátua da Liberdade, nova-iorquina. À semelhança do famoso Museu de Cera de Mme. Tousseau, os rostos de celebridades também foram recriados em LEGO, destacando-se o de Marilyn Monroe.

### Legoland California (Califórnia, EUA)
O terceiro parque temático foi inaugurado em 1999, em Carlsbad, no Estado da Califórnia (Estados Unidos), já tendo recebido mais de 4 milhões de visitantes.

### Legoland Günzburg (Alemanha)
O quarto parque foi inaugurado em 2002, na cidade de Günzburg, na Baviera alemã, onde se projetava receber uma média de 6 mil visitantes por dia.

### Legoland Florida (Flórida, EUA)
O quinto parque temático foi inaugurado em 2011, na cidade de Winter Haven, Flórida, Estados Unidos.

## Outras áreas de atuação
Desde o final da década de 1990 a empresa Lego começou a investir na diversificação da sua produção de brinquedos agregando os jogos eletrônicos e outras atividades.

### Jogos Eletrônicos
Em 2015, lança em conjunto com a Warner Bros. o jogo Lego Dimensions, um marco na estratégia digital da fabricante de brinquedos, colocando-a na categoria "toys-to-life" que introduz brinquedos físicos a jogos eletrônicos. O jogo pode ser utilizado em diversas plataformas (Playstation, da Sony, Xbox, da Microsoft e Wii, da Nintendo) e podem ser jogados com personagens ligados a Warner Bros. como Batman; Gandalf, de O senhor dos Anéis; Wyldstyle, do filme Uma aventura Lego; Bruxa Má, de O Mágico de Oz, entre outros.

### Outras atividades
Em 2009, a Lego, em parceria com a Alcatel, lançou um telefone celular desmontável. O seu proprietário pode alterar-lhe a aparência, trocando a parte externa, exatamente igual às pequenas peças do brinquedo. Em 2018, foi criado um carro, cópia do modelo Bugatti Chiron, feito de mais de 1 milhão de peças de Lego. Ela conta com uma armação de ferro para sustentar o peso das peças em si, cerca de 1.500 kg, e o de um motorista humano, e as rodas também são as mesmas usadas na versão real do Chiron.
As peças de LEGO foram utilizadas, inclusive, para criar o motor, que é composto por 2.304 minimotores da própria marca. Complementam o coração do veículo mais 2.106 peças de eixo e outras 4.032 engrenagens plásticas, resultando em um motor de 5,3 cavalos capaz de levar o veículo a uma velocidade de 20 km/h.

### Filmes e televisão
O primeiro filme oficial de Lego foi o lançamento direto de DVD de Bionicle: Mask of Light em 2003, desenvolvido pela Creative Capers Entertainment e distribuído pela Miramax Home Entertainment. Várias outras sequências animadas de Bionicle e DVD de Hero Factory foram produzidas nos anos seguintes. Lego: The Adventures of Clutch Powers foi lançado em DVD em fevereiro de 2010, um filme de animação por computador feito por Tinseltown Toons.
O The Lego Movie, um longa-metragem baseado em brinquedos Lego, foi lançado pela Warner Bros em fevereiro de 2014. Apresentou Chris Pratt no papel principal, com substanciais personagens coadjuvantes dublados por Elizabeth Banks, Will Arnett, Morgan Freeman, Liam. Neeson, Alison Brie, Will Ferrell e Nick Offerman. Foi realizado um concurso para os concorrentes enviarem projetos para veículos a serem utilizados no filme. Após o lançamento do The Lego Movie, varejistas canadenses independentes de brinquedos relataram problemas com a escassez de produtos Lego e citaram cancelamentos de encomendas de Lego sem aviso prévio como um motivo para armazenar produtos rivais compatíveis.
Um spin-off do The Lego Movie, intitulado The Lego Batman Movie, dirigido por Chris McKay, foi lançado nos EUA em fevereiro de 2017.
Em junho de 2013, foi relatado que a Warner Bros. estava desenvolvendo uma adaptação para o cinema de Lego Ninjago. Os irmãos Dan Hageman e Kevin Hageman foram convidados a escrever a adaptação, enquanto Dan Lin e Roy Lee, juntamente com Phil Lord e Chris Miller, foram anunciados como produtores. O filme, The Lego Ninjago Movie, foi lançado em setembro de 2017. Uma série animada gerada por computador baseada em Lego Ninjago: Masters of Spinjitzu começou em 2011 e outra baseada em Legends of Chima começou em 2013. A também foi anunciada uma série de televisão da cidade de Lego .

### Livros e revistas
A Lego tem um contrato em andamento com a editora Dorling Kindersley (DK), que está produzindo uma série de livros de capa dura ilustrados que analisam diferentes aspectos do brinquedo de construção. O primeiro foi The Ultimate Lego Book , publicado em 1999. Mais recentemente, em 2009, o mesmo editor produziu The LEGO Book, que foi vendido dentro de uma maleta junto com Standing Small: Uma celebração de 30 anos da minifigura LEGO, um livro menor focado na minifigura. Em 2012, uma edição revisada foi publicada. Também em 2009, DK também publicou livros sobre Lego Star Wars e uma variedade de livros de adesivos baseados em Lego.
Embora não seja mais publicado nos Estados Unidos pela Scholastic, os livros que cobrem eventos na história de Bionicle são escritos por Greg Farshtey. Eles ainda estão sendo publicados na Europa pela AMEET. Os quadrinhos Bionicle, também escritos por Farshtey, são compilados em romances gráficos e foram lançados por Papercutz. Esta série terminou em 2009, após nove anos.
Há também a revista Lego Club e a Brickmaster, que foram descontinuadas em 2011.

### Roupas infantis
A Kabooki, uma empresa dinamarquesa fundada em 1993, produz roupas com a marca "Lego Wear", sob licença do Grupo Lego.